# Win or Lose
«Win or Lose» es un sencillo de la agrupación Zero Assoluto en colaboración con la cantautora luso-canadiense Nelly Furtado.

## Lanzamiento
La canción fue lanzada el 11 de mayo de 2008 en Alemania, pero en Italia este track ha sido lanzado en 2007 con el título "Appena Prima Di Partire".

## Video musical
El video ha sido grabado en Barcelona, y puede verse en YouTube.

## Formatos y tracks
German CD single (Trendsingle)
1. "Win Or Lose (Appena Prima Di Partire)" (featuring Nelly Furtado) (Radio Version) - 4:08
2. "Appena Prima Di Partire" (Album Version) - 3:20

German maxi-CD single
1. "Win Or Lose (Appena Prima Di Partire)" (featuring Nelly Furtado) (Radio Version) - 4:08
2. "Appena Prima Di Partire" (Album Version) - 3:20
3. "Ora Che Ci Sei" - 3:54
4. "Win Or Lose (Appena Prima Di Partire)" (featuring Nelly Furtado) (Video) - 4:23

French CD single
1. "Win Or Lose (Appena Prima Di Partire)" (featuring Nelly Furtado) (Radio Version)
2. "Win Or Lose (Appena Prima Di Partire)" (featuring Nelly Furtado) (English Version)

## Posicionamiento
| Listas (2008)             | Posición más alta |
| ------------------------- | ----------------- |
| French SNEP Singles Chart | 31                |
| French Airplay Chart      | 38                |
| German Singles Chart      | 64                |